# كاتي جاكوبس
كاتي جاكوبس (بالإنجليزية: Katie Jacobs)‏ هي منتجة أفلام ومنتجة تلفزيونية ومخرجة أمريكية، ولدت في 1970.

## وصلات خارجية
- كاتي جاكوبس على موقع IMDb (الإنجليزية)
- كاتي جاكوبس على موقع قاعدة بيانات الفيلم (الإنجليزية)